# Brachybaenus titschaki
Brachybaenus titschaki is een rechtvleugelig insect uit de familie Gryllacrididae. De wetenschappelijke naam van deze soort is voor het eerst geldig gepubliceerd in 1935 door Heinrich Hugo Karny.